# Junk Space Berlin
Junk Space Berlin ist der Debüt-Film des Regisseurs und Schauspielers Juri Padel aus dem Jahr 2022. Der Genre-Film feierte auf dem 29. Internationales Filmfest Oldenburg 2022 Premiere und kam am 21. September 2023 ins Kino.

## Handlung
Zwischen Berlins Vergangenheit und einer dystopischen Zukunft findet Juri Padels pulsierender Trip den filmischen Zugang zur vierten Dimension.
Im Berlin von Morgen tut sich ein unerklärlicher Riss auf und teilt die Stadt entzwei. Als die obskure Billie ihre Freundin Marion ghostet, ist für Marion kein Weg zu weit, um sie aufzuspüren. Sie kann die ehemalige Aktivistin und „Hackerin“ Blue überzeugen, sich an Billies digitale Spur zuheften, die sich irgendwo im Riss zu verlieren scheint. Also schultert Marion ihren Prepper-Rucksack, schlägt Blues Zweifel und die Warnungen von Blues Freundin Akira in den Wind und macht hinter den Rücken der Freundinnen einen Deal mit dem reaktionären Typen Bird. Der zwar unverzichtbares Wissen über Berlins Unterwelt hat, den aber auch eine dunkle Vergangenheit mit Blue verbindet. Während die drei Outsiderinnen Marion, Blue und Akira, zusammen mit Bird, immer weiter in den Riss gehen, treffen sie auf seltsame Menschen, die dort leben wie die Ratten, auf einen stillgelegten Serverraum und auch eine orakelhafte Obdachlose scheint ihre Finger im Spiel zu haben. Je näher sie Billie kommen, desto tiefer dringen sie in die marginale Abweichung der Wirklichkeit vor. Die Gruppe muss viele Opfer bringen, um schlussendlich mit Billie vereint, ihr zukünftiges Wunderland zu erleben. Oder ist das alles gar nicht echt?

## Produktion
Der Film wurde 2021 mit Fördergeldern des Berliner Hauptstadtkulturfonds, in Berlin gedreht und durch Crowdfunding, sowie privaten Geldern 2022 fertig gestellt. Die Autorin Vera Schindler und Juri Padel sagen, die Geschichte ‘Junk Space Berlin‘ sei zu einer Zeit entstanden, als die Covid-19-Pandemie einen Riss in das gewohnte Leben, in die Gesellschaft, weltweit, brachte. Ursprünglich sollte es als multimediales Theaterstück entwickelt werden. Mit einem Team, das aus den unterschiedlichsten Kunstformen kommt, wurde ein eigenwilliger, kammerspielartiger Stil entwickelt. Und ein Film produziert, der teilweise KI-generiert, die Kraft und Abstraktion des Theatermaterials mit den Möglichkeiten des Digitalen auf der Leinwand verbindet.
Juri Padels dystopisches Filmdrama „Junk Space Berlin“ untersucht neben der innovativen Form und Technik gesellschaftliche Spaltung, Marginalisierung und Missbrauch, spürt den aktuellen Gefahren und Chancen von Digitalisierung und künstlicher Intelligenz nach und setzt sich mit Identitätspolitik und neuen gesellschaftlichen Konzepten auseinander.
Der Regisseur selbst sagt. „Wie auch in anderen Arbeiten lag mein künstlerischer Fokus bei JUNK SPACE BERLIN auf immersiven Formen und einer utopischen bis manchmal dystopischen, oft artifiziellen Ästhetik. Auch inhaltlich geht mein Blick, ausgehend von aktuellen gesellschaftlichen Diskursen, oft in die Zukunft. Ich beschäftige mich viel mit Technologien wie digitaler Überwachung und künstlicher Intelligenz, mit Themen wie sozialer Spaltung, neuen Gesellschaftskonzepten oder Klimawandel.“

## Kritik
„Der Science-Fiction-Film vereinigt Retrofuturismus, Trash und Elektropunk und spielt nach der Apokalypse, steckt aber voller Gegenwartsdiskurse, die in langen Tiraden durch den Film geistern. Ästhetisch gebärdet er sich ziemlich überdreht und bizarr, da der visuelle Exzess gewollt und die Paranoia der Sozialen Medien Programm ist. Ein halluzinatorischer Trip in ein Berlin, das nur noch als nostalgische Idee existiert.“

Film-Festivals, wie Kinobetreiber taten sich schwer mit dem unkonventionellen und provokativen Genre-Mix aus Mystery, Sci-Fi und Thriller, obwohl die Kritiken Junk Space Berlin zum Teil sehr loben.
Johannes Witt meint: „Ein weiterer Beweis, dass das deutsche Kino nicht so am Boden ist, wie man es so häufig hört. (…) ein äußerst gelungenes Stück Kino, das große Vorfreude auf (hoffentlich) kommende Projekte des Regisseurs und des ganzen Teams macht. Mit dem Genremix aus Science-Fiction und Mysterythriller muss sich der Film dabei vor keiner der Titanen des Cyberpunk-Genres verstecken. Dabei schafft es der Film trotz des Independent-Budgets zu einer eigenen visuellen Handschrift zu finden, die zu Beginn vielleicht etwas Eingewöhnungszeit brauchen mag, ihren Charme aber nach und nach entfaltet und definitiv im Gedächtnis bleibt. Ein wundervoll verspielter Film, den man sich nicht entgehen lassen sollte, wenn man sich auf abgedrehte Kreativ-Wunder in Filmform einlassen kann.“
Der renommierte Kritiker Philipp Stadelmaier schreibt, Junk Space Berlin sei ein so bizarrer Film, dass es ein Fehler wäre, ihn nicht zu sehen. Und weiter:
„Es ist, als wäre hier ein munter über Geschichte und Gegenwart fabulierender Alexander-Kluge-Film in die Hände des Exzess-Gurus Gaspar Noé geraten, der die Diskurse mit Tanz, Rausch und Exzess aufpeppt und in eine dauerhysterische Endlosschleife einspinnt (...). Juri Padel erfindet Berlin wie einst Tom Tykwer, oder wie Wong Kar-Wai einst Shanghai oder Hongkong erfunden hat. Der Unterschied ist allerdings, dass niemand auf ‚Junk Space Berlin‘ oder auf Padels Berlin-Bild gewartet hat. Padel weiß das. Sein Berlin ist längst verschwunden, versunken, nichts als eine Idee, verloren im ‚Riss‘“.
„David Cronenberg geht in diesem Low-Fi-Sci-Fi-Film des deutschen Regisseurs Juri Padel auf Clubtour.“
„Juri Padels Low-Budget-Cyberpunk-Thriller hebt seinen verworrenen Plot durch eine schillernde digitale Optik hervor. (…) Er ist reich an Ideen, stilistisch abenteuerlich und glänzt mit hochmodernen visuellen Glitch-Art-Effekten. Ein Chaos, aber ein bewundernswert ambitioniertes, sinnstiftendes Chaos. (…) In klassischer Brecht’scher Manier durchbrechen Padels Figuren häufig die vierte Wand, um direkt in die Kamera zu monologisieren. (…) Ein starker Touch von Godard-Essay-Film.“
„Ein lustvolles Spiel mit gesellschaftspolitischen Sujets und kreativen Ideen im dystopischen urbanen Raum.“
„Ein Film, der Grenzen sprengt.(…) man kann sagen, dass ‚Junk Space Berlin‘ ein Film ist, der lange im Gedächtnis bleiben wird. Er ist ein Film, der nicht nur für Science-Fiction-Enthusiasten von Interesse ist, sondern für jeden, der sich für die komplexen Herausforderungen interessiert, die die Zukunft unserer Gesellschaft prägen werden.“

## Auszeichnungen
- Torino Cinefest, Best Sounddesign[10]